# Bowie ziggystardust
Bowie ziggystardust (лат.) — вид блуждающих пауков рода Bowie (Ctenidae). Встречается в Непале (провинция Багмати-Прадеш). Назван в честь вымышленного персонажа Зигги Стардаста (Ziggy Stardust), созданного британским музыкантом Дэвидом Боуи.

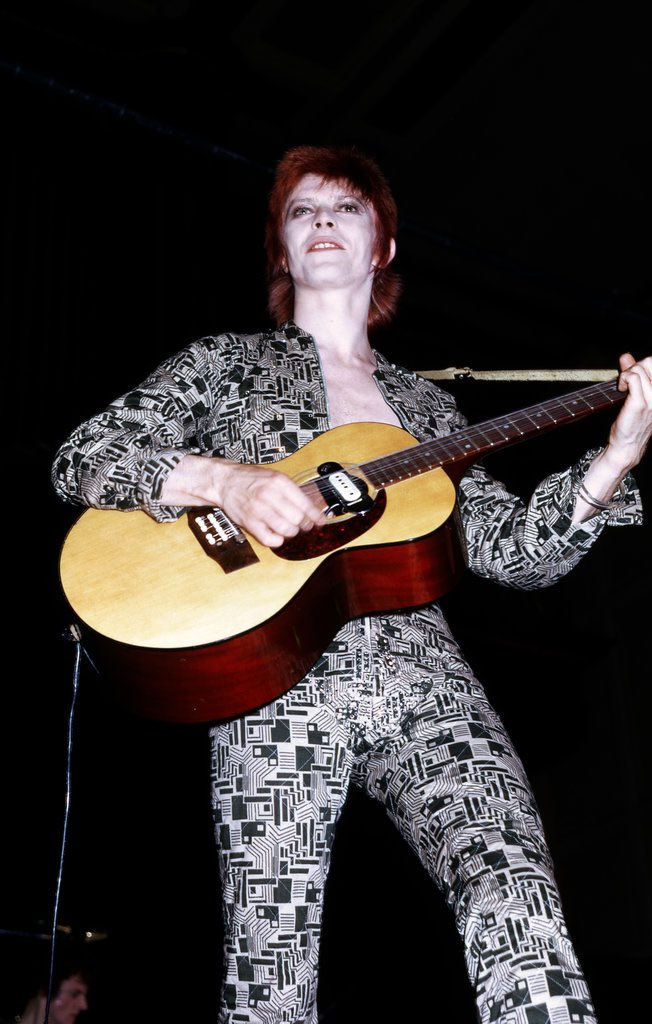
Дэвид Боуи в образе Зигги Стардаста, в честь которого назван вид (фото 1972 года)

## Описание
Пауки средних размеров, длина самцов 8,7 мм, самок 11,1 мм. Окраска самцов желтовато-коричневая. Хелицеры с продольным рисунком спереди; опистосома дорсально со светлым участком над сердечным пятном, пятнистым, вентрально немного темнее, со светлыми пятнами. Окраска самки как у самца, но немного темнее; бёдра III—IV пар ног с неясным полосчатым рисунком; опистосома вентрально с более полными линиями. Формула ног 4123. Имеют поперечный тегулярный апофиз, короткий эмболус со срединным ретролатеральным отростком и относительно короткий ретролатеральный голенный апофиз педипальп (RTA) у самцов, а также отчётливые переднебоковые «плечи» срединной пластинки и двулопастные боковые зубцы у самок с открыто видимыми основаниями соответствующих боковых зубцов.

## Таксономия и этимология
Вид был впервые описан в 2022 году немецким арахнологом Петером Егером (Peter Jäger). Назван в честь персонажа Зигги Стардаста (Ziggy Stardust) из музыкального творчества британского певца Дэвида Боуи — по случаю 75-летия рок-легенды и с целью привлечь внимание к всё ещё в значительной степени неизученному разнообразию и защите природы.
Внешне и по строению копулятивных органов Bowie ziggystardust сходен с видами Bowie hunkydory и Bowie ladystardust. Включён в видовую группу cladarus по наличию общих признаков: имеют сходное строение копулятивных органов самца и самки, то есть поперечный тегулярный апофиз, короткий эмболус со срединным ретролатеральным отростком и относительно короткий ретролатеральный голенный апофиз педипальп (RTA) у самцов, а также отчётливые переднебоковые «плечи» срединной пластинки и двулопастные боковые зубцы у самок с открыто видимыми основаниями соответствующих боковых зубцов.

## Распространение
Встречается в Непале (провинция Багмати-Прадеш). Самец (голотип) и самка (паратип) обнаружены в 1979 году около Gokarnaban (27°43’N, 85°23’E), на высоте 2520—2600 м.